# Aldo Molinari
Pour les articles homonymes, voir Molinari.
Aldo Molinari, né à Rome le 13 décembre 1885 et mort dans cette ville le 31 mai 1959 , est un réalisateur et journaliste italien, qui fut également imprésario au théâtre.

## Filmographie
- 1913 : Mondo baldoria
- 1913 : O Roma o morte
- 1914 : Il figlio
- 1914 : I naufraghi
- 1914 : Le avventure di un giornalista (it)
- 1915 : Il falco
- 1916 : Un duello nell'ombra
- 1918 : Maria di Magdala
- 1918 : Saffo
- 1920 : Giuditta e Oloferne
- 1922 : Il principe di Kaytan
- 1950 : Vendetta di zingara